# Акатапане (Терамо)
Акатапане (итал. Accattapane) је насеље у Италији у округу Терамо, региону Абруцо.
Према процени из 2011. у насељу је живело 118 становника. Насеље се налази на надморској висини од 153 м.